# Mercedes-Benz W206
Mercedes-Benz W206 — п'яте покоління C-класу німецької компанії Mercedes-Benz. Після світової прем'єри 23 лютого 2021 року, протягом 2021 року він замінить 205-й С-клас, що виготовлявся з 2014 року.

## Опис

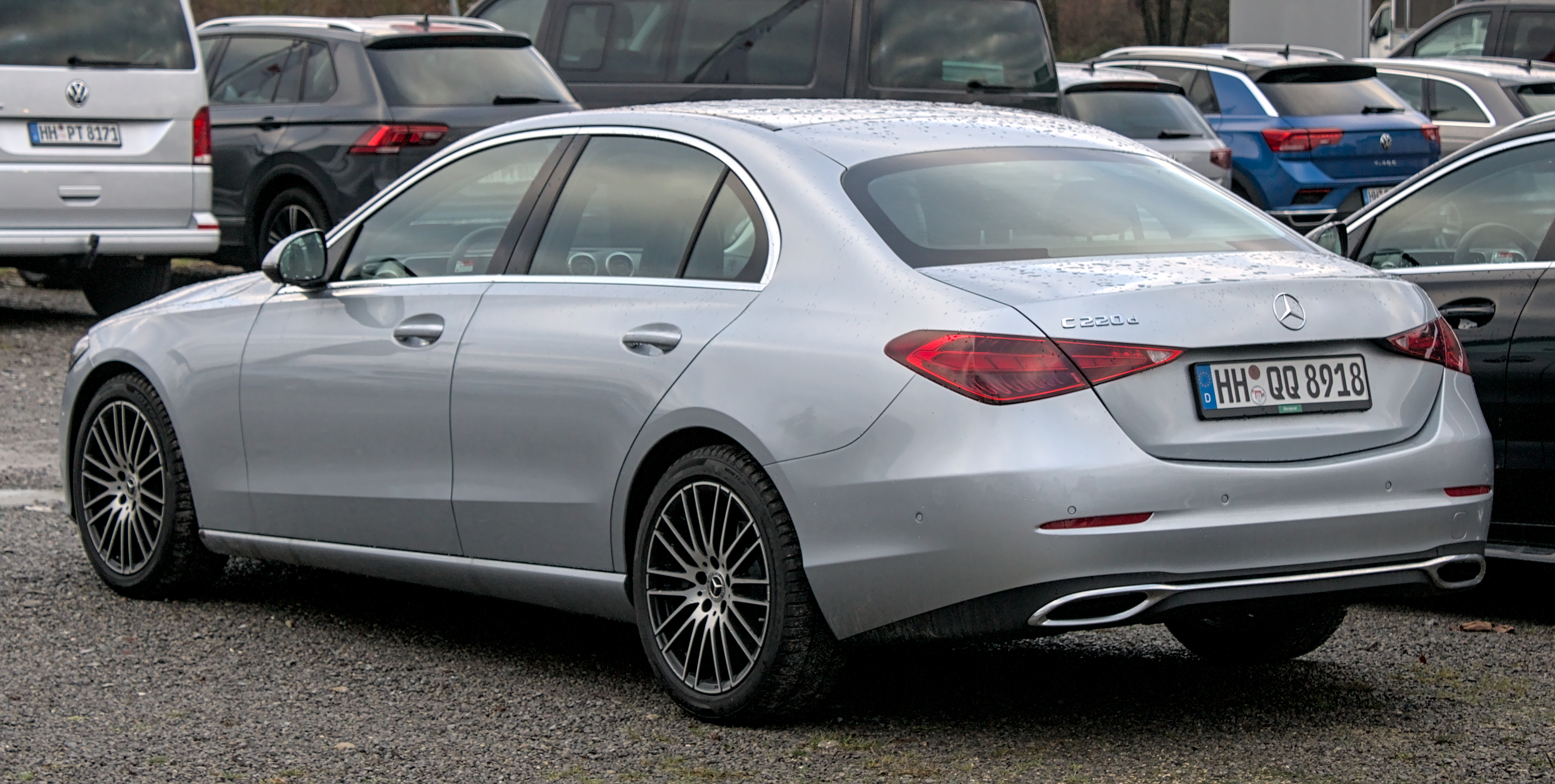
Mercedes-Benz C220d (W206)

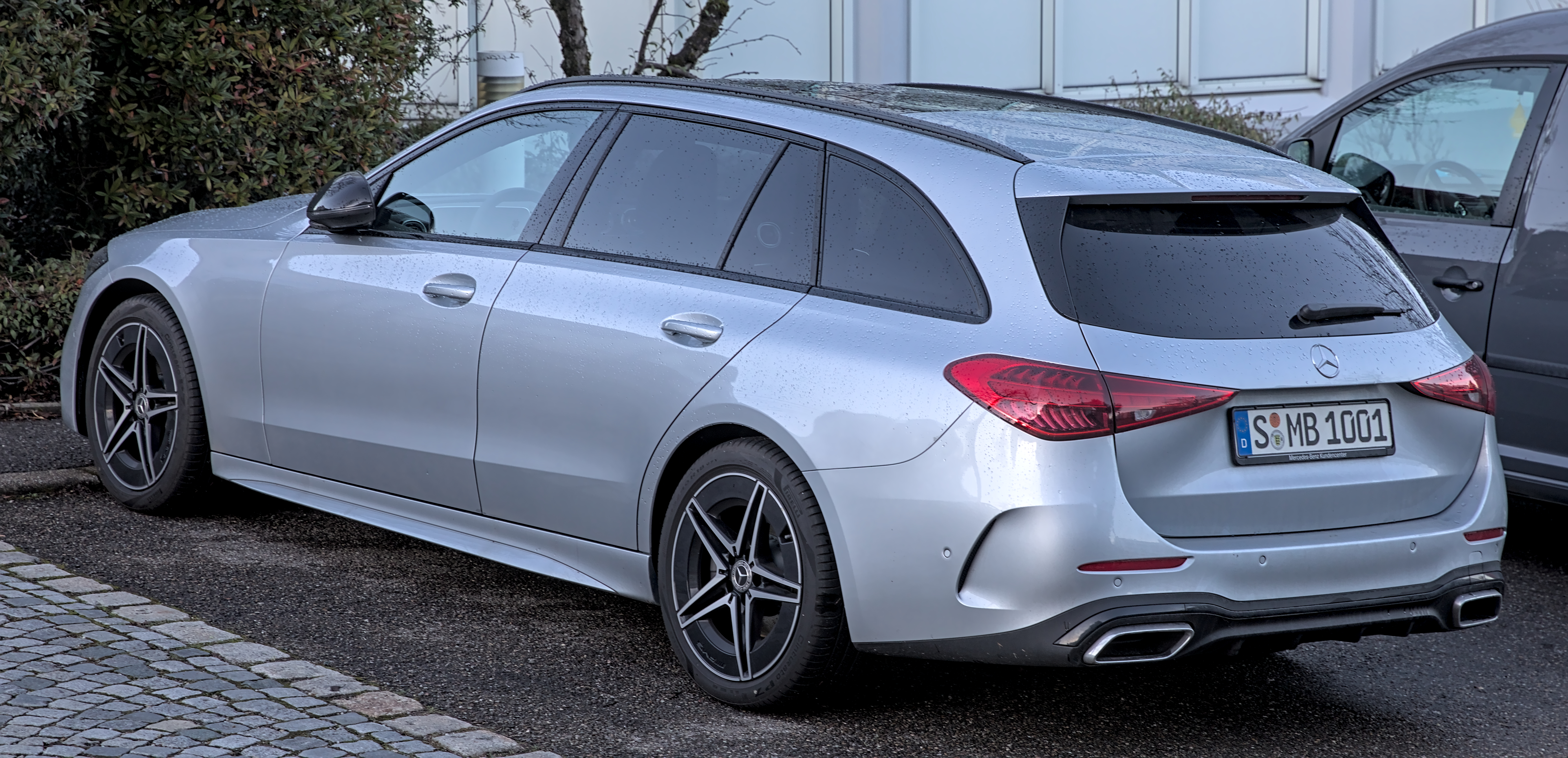
Mercedes-Benz C220d T-Modell (S206)

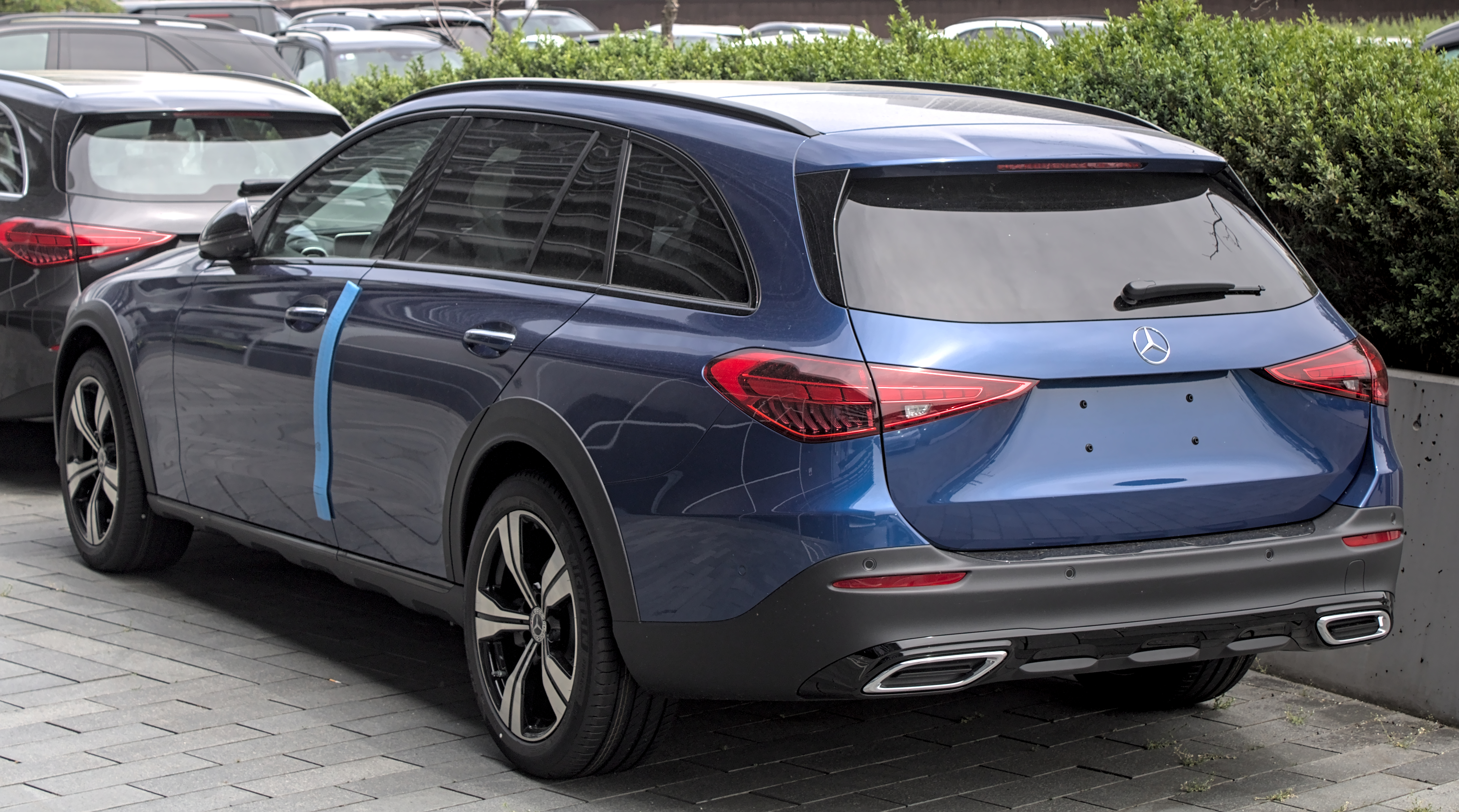
All-Terrain

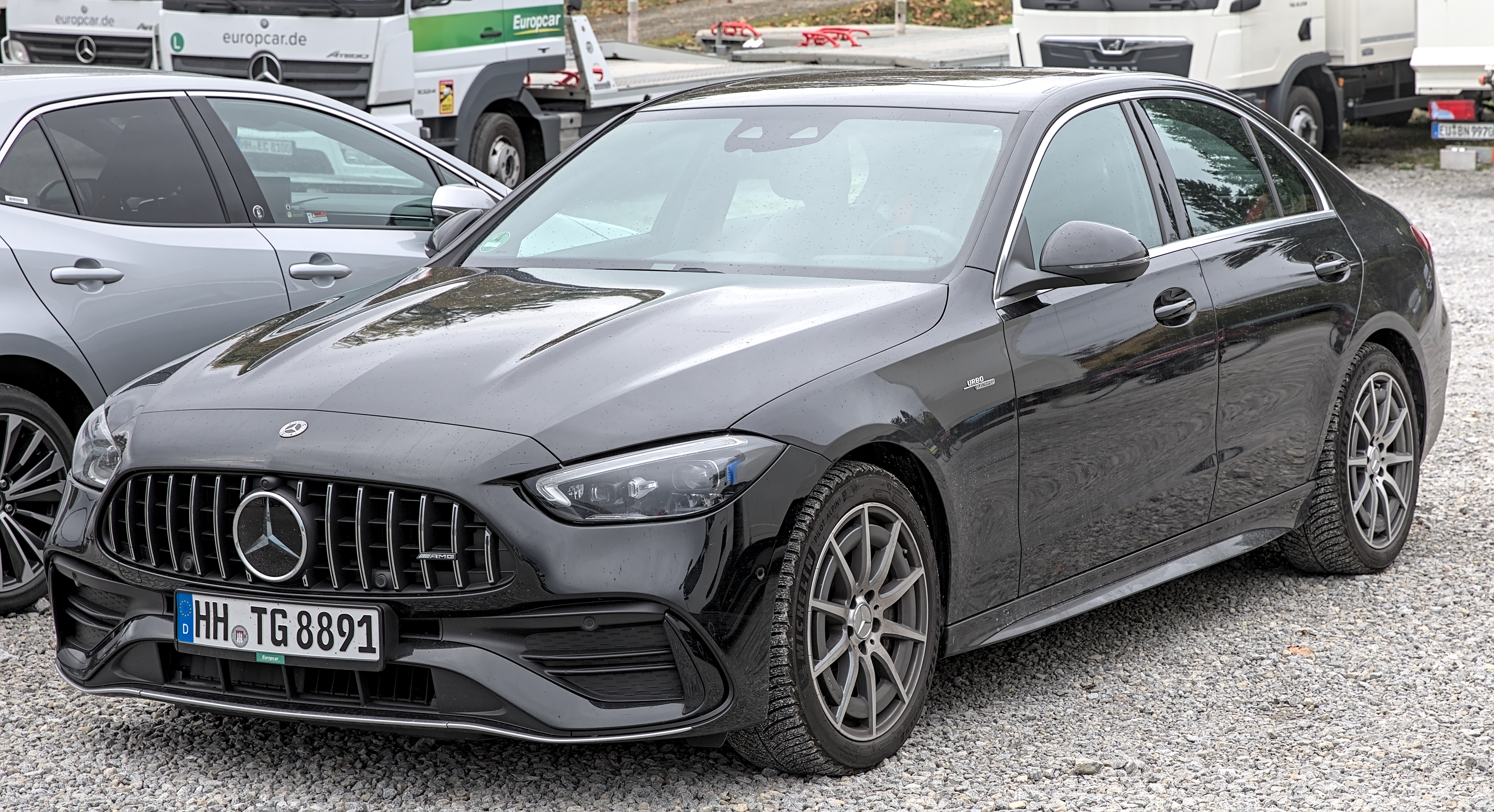
Mercedes-AMG C43 (W206)

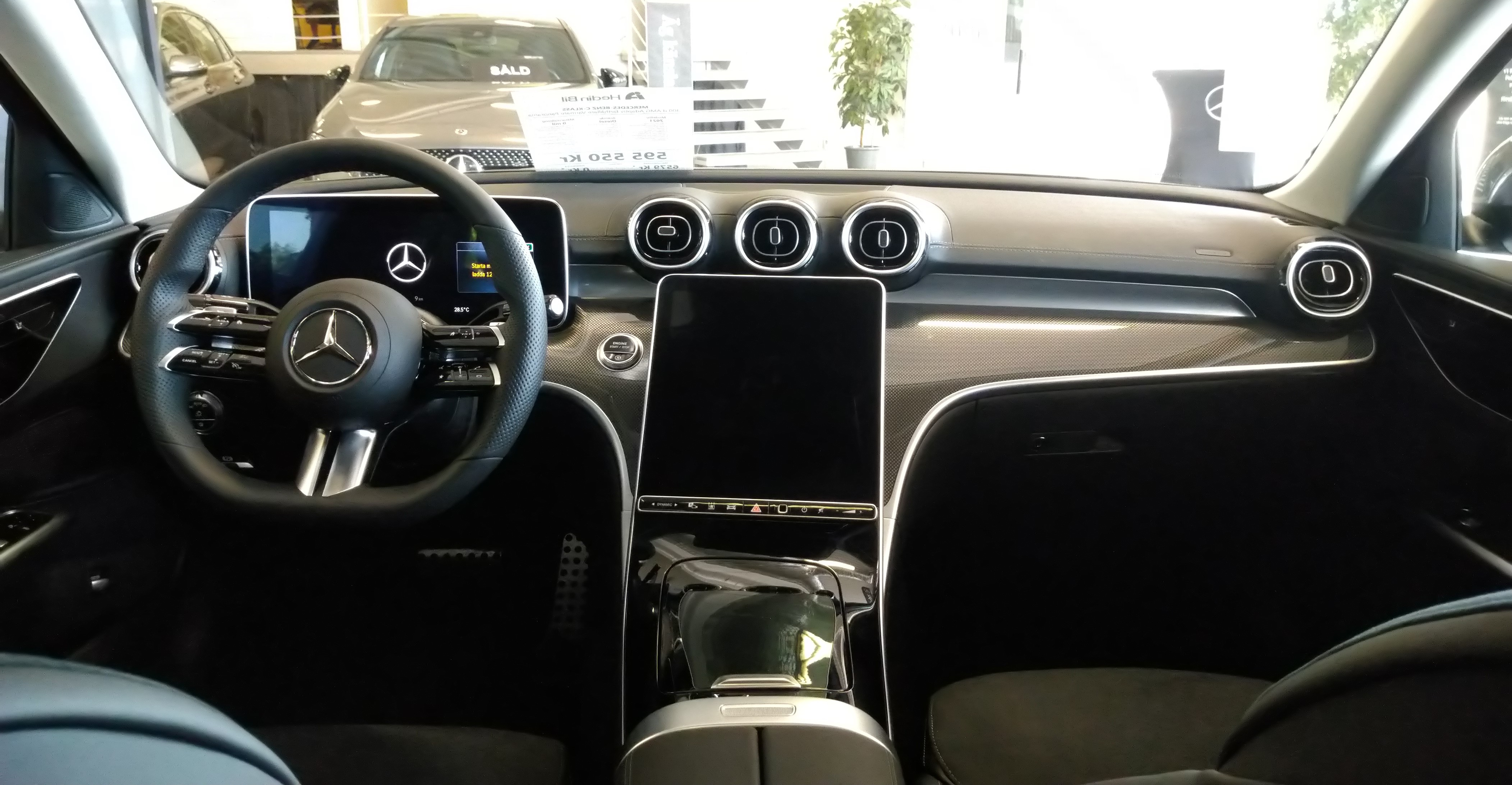

Виробництво седанів (W206) і універсалів (S206) починається 30 березня 2021 року. Поставки планується розпочати в червні 2021 року.
Як і E- та S-клас (W223), серія 206 базується на модульній задньоприводній платформі Mercedes MRA II. В якості опції доступна керована задня вісь з кутом повороту 2,5 градуса: з цією системою радіус повороту зменшується на 0,4 м.
Коефіцієнт опору відповідає відповідним моделям попередників.
У салоні аналогових циферблатів більше немає, навіть в стандартній комплектації. Діагональ дисплея комбінації приладів становить 10,25 дюймів в стандартній комплектації або 12,3 дюйма - за доплату. Екран медіасистеми - вертикальний, 9,5-дюймовий, в якості опції - 11,9-дюймовий.
У новому поколінні пропонуэться тільки з гібридними системами. Вся лінійка бензинових і дизельних моторів має вбудований 48-вольта стартер-генератор, при розгоні вона додає 20 к.с. потужності і 200 Нм крутного моменту, при гальмуванні відбувається рекуперація енергії.
Багажник седана C-Class 2024 року вміщує 356 л вантажу.
У 2025 році версія AMG C43 отримала додаткові 14 к.с. і тепер видає 416 к.с.

## Двигуни

### Бензинові
- 1.5 л M 264 E15 DEH LA І4 170 + 20 к.с. (C180)
- 1.5 л M 264 E15 DEH LA І4 204 + 20 к.с. (C200)
- 2.0 л M 254 E20 DEH LA І4 258 + 20 к.с. (C300)
- 2.0 л M 139 E20 DEH LA І4 408 + 14 к.с. (AMG C43)
- 4.0 л M 177 DE 40 AL V8 585 к.с. + 23 к.с. (AMG C63, з 2026)

### Plug-in hybrid
- 2.0 л M 254 E20 DEH LA І4 204 + 129 к.с. разом 313 к.с. (C300e)
- 2.0 л M 254 E20 DEH LA І4 252 + 129 к.с. разом 381 к.с. (C400e)
- 2.0 л M 139 E20 DEH LA І4 476 + 204 к.с. разом 680 к.с. 1060 Нм (AMG C63S, 2023-2026)
- 2.0 л OM 654 D20 R SCR І4 (diesel) 197 + 129 к.с. разом 313 к.с. 750 Нм (C300de)

### Дизельні
- 2.0 л OM 654 D20 R SCR І4 (diesel) 163 + 20 к.с. (C200d)
- 2.0 л OM 654 D20 R SCR І4 (diesel) 200 + 20 к.с. (C220d)
- 2.0 л OM 654 D20 R SCR І4 (diesel) 265 + 20 к.с. (C300d)